# 沐璘
沐璘（？—1458年），字廷章，號東樓居士，沐英曾孙，祖籍河南定遠（今安徽），明朝诗人、画家。

## 生平
沐璘是沐昂之孙、沐僖之子，以右军都督同知充云南总兵官。在任七年境内晏然。喜好读书，自称东楼居士，善篆书草书，天順二年（1458年）六月去世。